# 斯科特·阿伦森
斯科特·乔尔·阿伦森（Scott Joel Aaronson，1981年5月21日—）是一位美国理论计算机科学家，现任德克萨斯大学奥斯汀分校斯伦贝谢计算机科学百年讲席教授。他的主要研究领域是计算复杂性理论和量子计算。

## 早年生活和教育
阿伦森在美国长大，不过在他父亲——一位由科学作家转行做公关主管的人被派驻香港时，他曾在亚洲待过一年。 他在那里就读于一所学校，这所学校允许他跳过几年的数学课程，但回到美国后，他发现他的教育受到限制，成绩很差，还与老师发生冲突。他就读于克拉克森学校，这是克拉克森大学开办的一项天才教育项目，这使得阿伦森在高一时就可以申请大学。 他被康奈尔大学录取，于 2000 年获得计算机科学学士学位， 并住在特柳赖德之家。 随后，他在加州大学伯克利分校攻读博士学位，并于2004年在烏梅什·瓦茲拉尼的指导下获得博士学位。 
阿倫森从小就展现出数学天赋，11岁时受保姆教科书中符号的启发，自学了微积分。11岁时，他接触了计算机编程，并感到自己落后于那些已经编程多年的同龄人。部分原因是阿倫森在接触计算机编程之前就学习了高等数学，这让他对理论计算，尤其是计算复杂性理论产生了浓厚的兴趣。在康奈尔大学，他对量子计算产生了兴趣，并全身心投入到计算复杂性和量子计算的研究之中。 

## 职业
在高等研究院和滑铁卢大学完成博士后研究后，2007年在麻省理工学院任教。 他的主要研究领域是量子计算以及更广泛的计算复杂性理论。
2016年夏天，他从麻省理工学院转到德克萨斯大学奥斯汀分校，担任David J. Bruton Jr.计算机科学百年教授，并担任德克萨斯大学奥斯汀分校新量子信息中心的创始主任。2022年夏天，他宣布将在OpenAI工作一年，研究人工智能安全的理论基础。  

## 热门作品
他是Complexity Zoo百科的创始人，该百科收录了所有计算复杂性类别。  他是博客“Shtetl-Optimized”的作者。 
在接受《科学美国人》采访时，他回答了为什么他的博客被称为“shtetl-optimized” ，并解释了他对过去的关注：
施泰特尔（Shtetl）是“二战大屠杀”之前东欧的犹太人村庄。我所有的祖先都来自那里——其中一些甚至与画家马克·夏加尔是同乡，都来自（维捷布斯克）。夏加尔画了《屋顶上的小提琴手》。

我小时候看过很多次《屋顶上的小提琴手》，电影和舞台剧都看过。每一次，我都会感到一阵强烈的触动，仿佛恍然大悟，心想：“原来那才是为我设计的世界。我性格中所有那些在今天看来显得古怪的方面——对阅读的痴迷、一板一眼的思维方式，甚至前后摇晃身体的习惯——我之所以有这些特点，大概是因为在那个时代，它们会让我成为一个更出色的《塔木德》学者，诸如此类的吧。——斯科特·阿伦森
他还写了论文《谁能说出更大的数字？》。 后一篇论文在计算机科学学术界广为流传，它使用了蒂博尔·拉多（Tibor Radó）描述的忙碌海狸数的概念，来说明在教学环境中可计算性的局限性。
他还讲授了研究生水平的综述课程“德谟克利特以来的量子计算”， 该课程的笔记可以在线获取，并已由剑桥大学出版社出版成书。 该课程将不同的主题编织成一个有凝聚力的整体，包括量子力学、复杂性、自由意志、时间旅行、人择原理等等。这些计算复杂性的跨学科应用后来在他的文章“为什么哲学家应该关心计算复杂性”中得到了充实。 此后，阿伦森根据这门课程出版了一本名为《德谟克利特以来的量子计算》的书。
阿伦森的一篇文章“量子计算机的局限性”发表在《科学美国人》 上，他也是 2007 年科学基础问题研究所会议的特邀演讲嘉宾。  阿伦森的文章经常被非学术媒体引用，例如《科学新闻》  、 《时代报》  、[ 5 ] ZDNet 、  Slashdot 、  《新科学家》  、 《纽约时报》 和《福布斯》杂志。 

## 奖项
- 阿伦森是2012年艾伦·T·沃特曼奖的两位获奖者之一。
- 论文《量子建议和单向通信的局限性》（2004年） [22]和《量子证书复杂性》（2003年）荣获计算复杂性会议最佳学生论文奖。 [23] [24]
- 丹尼·列文 (Danny Lewin) 因论文“通过量子论证实现局部搜索的下限”荣获计算理论研讨会最佳学生论文奖 (2004)。 [25]
- 2009年总统早期职业科学家和工程师奖[26]
- 2009年斯隆研究奖学金[27]
- 2017年西蒙斯调查员
- 他于2019年当选为ACM会士，以表彰其“对量子计算和计算复杂性的贡献”。 [28]
- 他因“对量子计算的突破性贡献”而被授予2020年ACM计算奖。 [29]

## 个人生活
阿倫森的妻子是计算机科学家Dana Moshkovitz。阿倫森是犹太人，   并称自己“具有极端的犹太和犹太复国主义身份”。 